# Вила-Нова-де-Санде
Вила-Нова-де-Санде (порт. Vila Nova de Sande) — населённый пункт и район в Португалии, входит в округ Брага. Является составной частью муниципалитета Гимарайнш. Находится в составе крупной городской агломерации Большое Минью. По старому административному делению входил в провинцию Минью. Входит в экономико-статистический субрегион Аве, который входит в Северный регион. Население составляет 1848 человек на 2001 год. Занимает площадь 2,96 км².
Покровителем района считается Дева Мария (порт. Santa Maria).